# Medyk Konin
El KKPK Medyk Konin es un club de fútbol femenino de la ciudad de Konin, en Polonia, fundado en 1985. Actualmente milita en la Ekstraliga, la máxima categoría del fútbol femenino polaco. 

## Historia
El Medyk Konin fue fundado en 1985. Entre 2003-13 ganó 4 Copas y fue subcampeón de la Ekstraliga 8 veces. Finalmente en la temporada 13-14 ganó su primer doblete, y en la 14-15 lo revalidó. En las Champions League 14-15 y 15-16 cayó en dieciseisavos de final. 

## Palmarés

### Torneos nacionales
- Ekstraliga (4):

2014, 2015, 2016, 2017.
- Copa de Polonia (8):

2005, 2006, 2008, 2013, 2014, 2015, 2016, 2017.